# Kúr
Kúr – potok w północnej Słowacji, lewobrzeżny dopływ Varínki w dorzeczu Wagu. Źródła i górny bieg w krywańskiej części Małej Fatry, dolny bieg we wschodniej części Kotliny Żylińskiej.
Źródła potoku znajdują się na północnych stokach głównego grzbietu krywańskiej Małej Fatry. Część autorów lokuje je „v Kukurišovej doline”, na pociętych głębokimi żlebami zboczach Stratenca. Popularna sieciowa mapa turystyczna sytuuje je z kolei bardziej na zachód, na odcinku między Białymi Skałami a Suchým (Haviarska dolina). W zależności od wersji, źródła potoku mogą znajdować się na wysokościach od ok. 1100 do 1350 m n.p.m. Od połączenia obu dolin potok płynie generalnie głęboko wciętą, stosunkowo prostą, zalesioną doliną Kúr w kierunku północno-zachodnim. Na wysokości ok. 500 m n.p.m. wypływa na teren Kotliny Żylińskiej, po czym pomiędzy miejscowościami Krasňany i Dolná Tižina uchodzi na wysokości ok. 390 m n.p.m. do Varínki.
Cały górny bieg potoku znajduje się w granicach Parku Narodowego Mała Fatra. Obszar źródłowy (bez względu na wersję jego lokowania) chroniony jest dodatkowo jako rezerwat przyrody Suchý.
Nazwa (w formie Kur Bach) pojawia się w zapisach po raz pierwszy w 1823 r. W 1874 r. występuje w węgierskiej formie jako Kurszký patak, a w 1882 już jako Kur potok. Obecnie czasem wariantowo jako Kúrsky potok.
Wzdłuż większej części potoku, do końca doliny Kúr, biegną niebieskie  znaki szlaku turystycznego z Krasňan przez Strážską holę na Sedlo Priehyb w głównym grzbiecie pasma.